# Château de Tiefenthal
Le château de Tiefenthal est un château disparu, se situant dans la commune française de Bischwiller, dans le département du Bas-Rhin, en région Alsace.

## Histoire

### La construction et les premiers propriétaires
Le château fut construit vers 1408, probablement par les électeurs palatins. L'initiateur de la construction est certainement l'électeur et grand-bailli d'Alsace Louis III le Barbu, ou son frère le sous-bailli Stephan de Deux-Ponts. La première mention du château remonte à 1419, lorsqu’on atteste à Bischwiller une « Rue du Château », (Burggasse). En 1438, le Château de Tiefenthal fut donné à Rheinard de Nyberg, chevalier à la cour impériale de Haguenau et sous-bailli d'Alsace. Une autre hypothèse est celle de l’édification du château à la fin du XIVè siècle, par les sires d’Ettendorf. En 1453, le château est acheté par les sires d'Eschenau. Une autre mention du château remonte à 1462, lorsque le comte palatin le confisque aux Eschenau pour le donner en fief au sous-bailli Goetz d'Adelsheim. La forteresse apparaît alors sous le nom de « Bischwyler, die Feste an der Moter », « Bischwiller, la forteresse sur la Moder ». En 1462, le château devient la propriété de l'électeur Frédéric Ier le Victorieux. Le duc de Deux-Ponts Louis le Noir posséda le château de 1470 à 1486, date où la forteresse entra en possession de l'électeur Philippe le Loyal. Lorsque ce dernier fut mis au ban de l'empire par Maximilien Ier en 1504, il perdit toutes ses possessions. De ce fait, le château fut donné à Nicolas Ziegler, chancelier de l'Empereur. En revanche, il délaissa le château bischwillérois qui fut donc racheté par les Eschenau dès le début du XVIe siècle. À la même époque, un incendie détruit une partie du château, qui est reconstruit entre 1538 et 1566.
Il fut construit au pied du Kirchberg, colline sur laquelle se trouve l'église protestante.

### La guerre de Trente-Ans

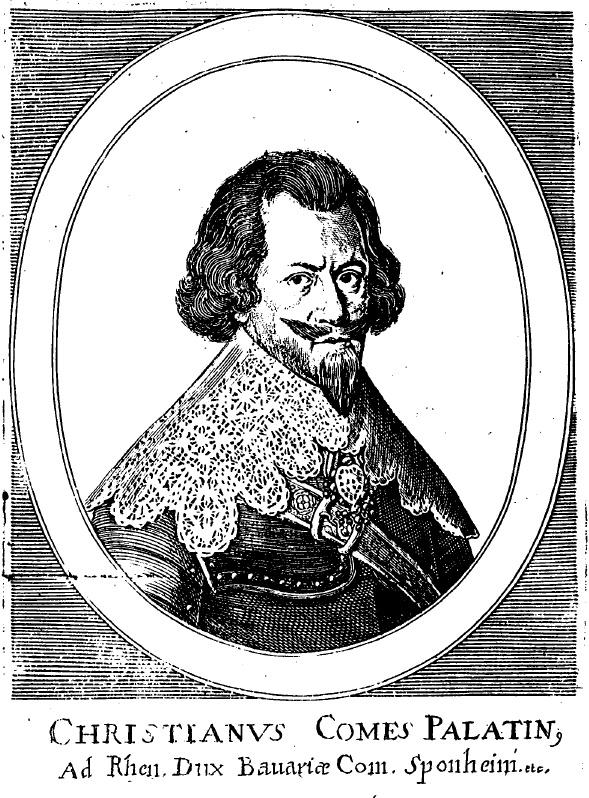
Le comte Christian Ier

Durant la Guerre de Trente Ans (1618-1648), l'armée autrichienne attaqua Bischwiller à deux reprises. Le château subit de graves dommages et, comme l'église protestante, il fut en partie brûlé. Pillé et incendié, il est occupé par l'Armée Suédoise en 1633.
En juillet 1636, le duc Christian Ier de Birkenfeld-Bischweiler délivra l'Alsace des autrichiens. Il devint seigneur de Bischwiller et, après l'avoir fait remettre en état, il s'installa au château où il fonda sa famille.
Son fils aîné, Christian II, y naquit en 1637 et y vécut jusqu'en 1701, date de son installation à Birkenfeld.

### La résidence des Ducs de Deux-Ponts
Les ducs de Deux-Ponts firent de Bischwiller leur "capitale" et leur ville préféré. Après la mort de Christian Ier en 1654, c'est son fils Christian II qui prit la tête du duché.
Le modeste château était pitoyable, mais le nouveau souverain y remédia. Il le fit entièrement reconstruire pour en faire un palais digne de lui et de sa famille. Il fit construire un nouveau logis seigneuriale, dans le style renaissance. Derrière le château, il fit aménager des jardins à la française.
Le duc Christian III vécut au Tiefenthal de 1701 à début 1734, année où il s'établit à Zweibruecken, dans l'actuel Palatinat.

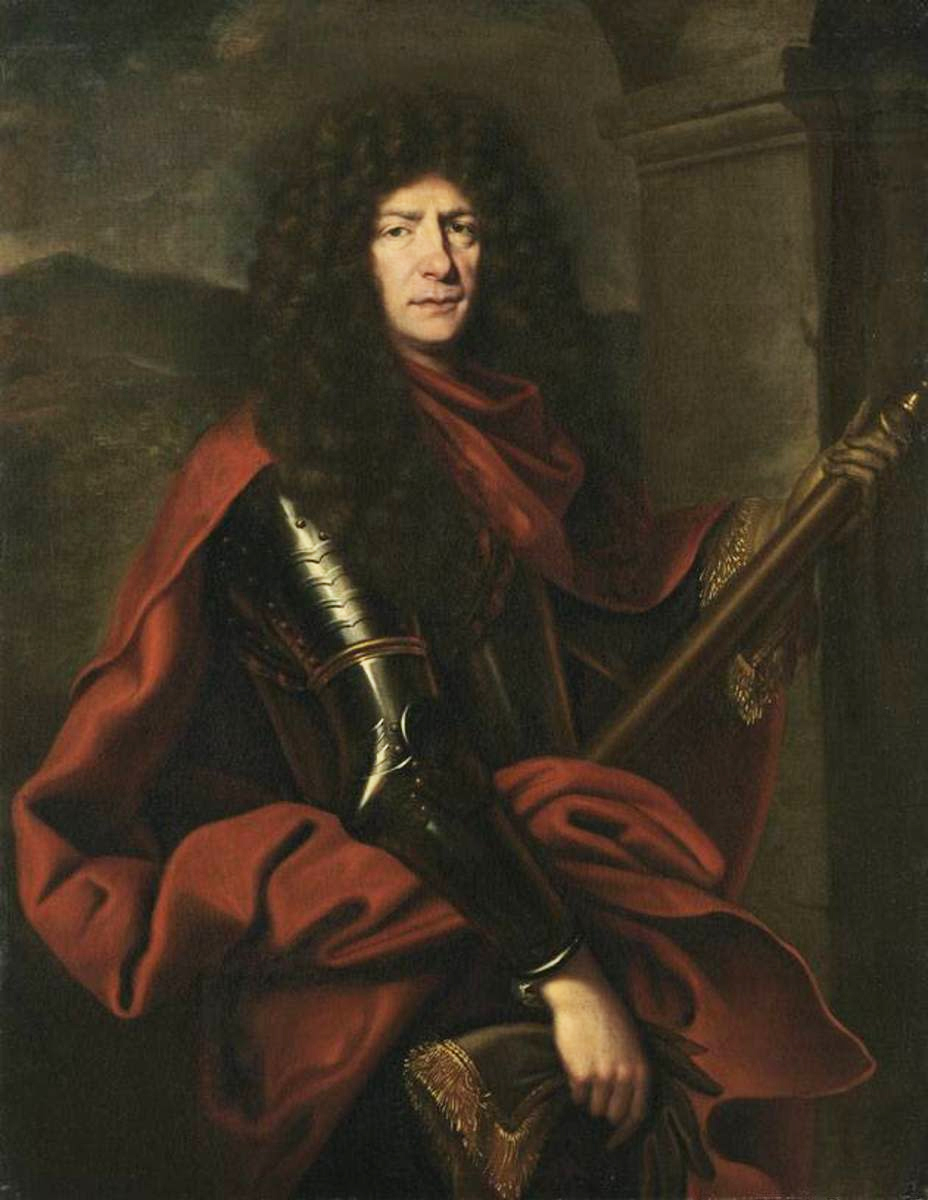
Christian II

### Description du site (château et autres dépendances)
Le château, en contrebas de l'église, se trouvait au milieu d'un étang, aujourd'hui asséché, qui l'entourait de deux douves, séparées par un terre-plein. Ce dernier était planté d'arbres nains et servait de promenades. Le logis seigneurial était composé d'une trentaine de pièces dont : la salle des chevaliers, qui servait de lieu de réception, et la bibliothèque, abritant les archives. Une tour haute de plus de 20 m percée de meurtrières flanquait l'enceinte fortifiée à chaque angle. La façade était percée de huit meurtrières et surmontée par un petit clocheton, orné d'une horloge. Un chemin de ronde se trouvait également au sommet des remparts. Sur l'actuelle place de l'église se trouvait la chancellerie. À côté de cette dernière se trouvait une porte en arc par laquelle on accédait à une cour. Dans cette dernière se trouvaient plusieurs maisons à colombages abritant les écuries, la boucherie et la buanderie. À l'angle de cette cour se trouvait la tour Saint-Georges, ou Tour Rouge, qui servait de prison. Pour accéder au château, il fallait traverser deux petits ponts en pierre enjambant les douves et menant jusqu'au portail du château. Celui-ci était muni d'un pont-levis et d'une herse, il était également surmonté des armoiries princières. Dans la cour intérieure, se trouvait une monumentale fontaine aux lions, bâtie par Christian II au XVIIe siècle. Depuis cette cour, on accédait au logis en empruntant un escalier en colimaçon renfermé dans une tourelle octogonale. Par une tour arrière on accédait au parc rénové par Christian II. Ce parc était orné de diverses statues. Le buste de l'une d'elles est aujourd'hui conservé à la Maison des Arts, l'un des deux musées de Bischwiller. Un étang, qui existe toujours appelé "Hechtenweyer", se trouvait dans le parc. Il servait à la pêche et à la promenade en barque. 

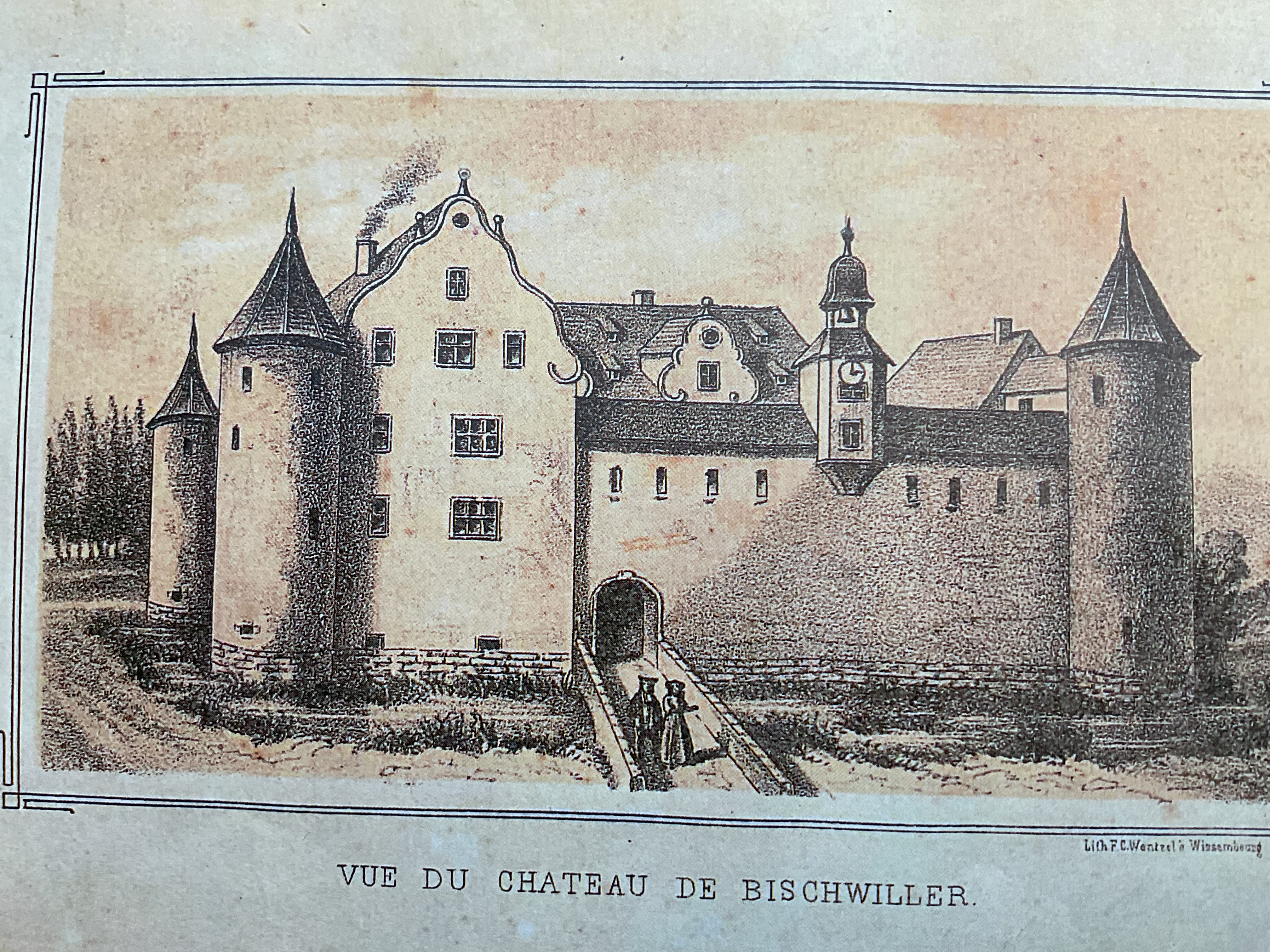
Le Tiefenthal. Gravure réalisée en 1740 par Claudio Faber[10], pasteur de Bischwiller de 1733 à 1750

Le château est également décrit dans un guide du Rhin intitulé Rheinischer Antiquarius, parut à Francfort en 1744. Voici la description, traduite de l’allemand: 
Bischwiller est un beau bourg appartenant aux Birkenfeld, à environ un mile du Rhin et trois de Strasbourg. On peut y voir un très beau château princier, et ses célèbres jardins.

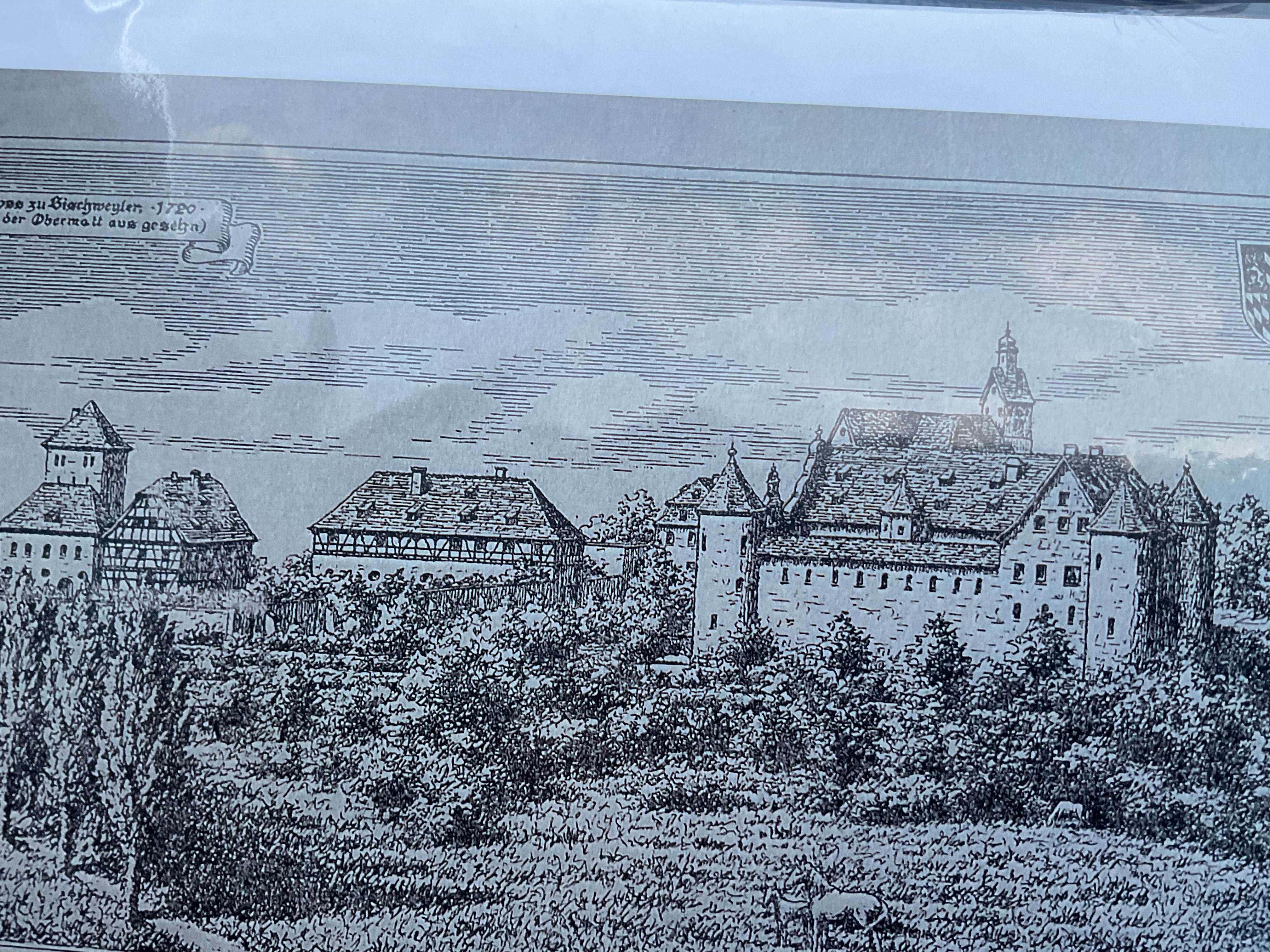
Le château et ses environs vus depuis le lieu-dit « Obermatten », en 1720, gravure d’Henri Baumer
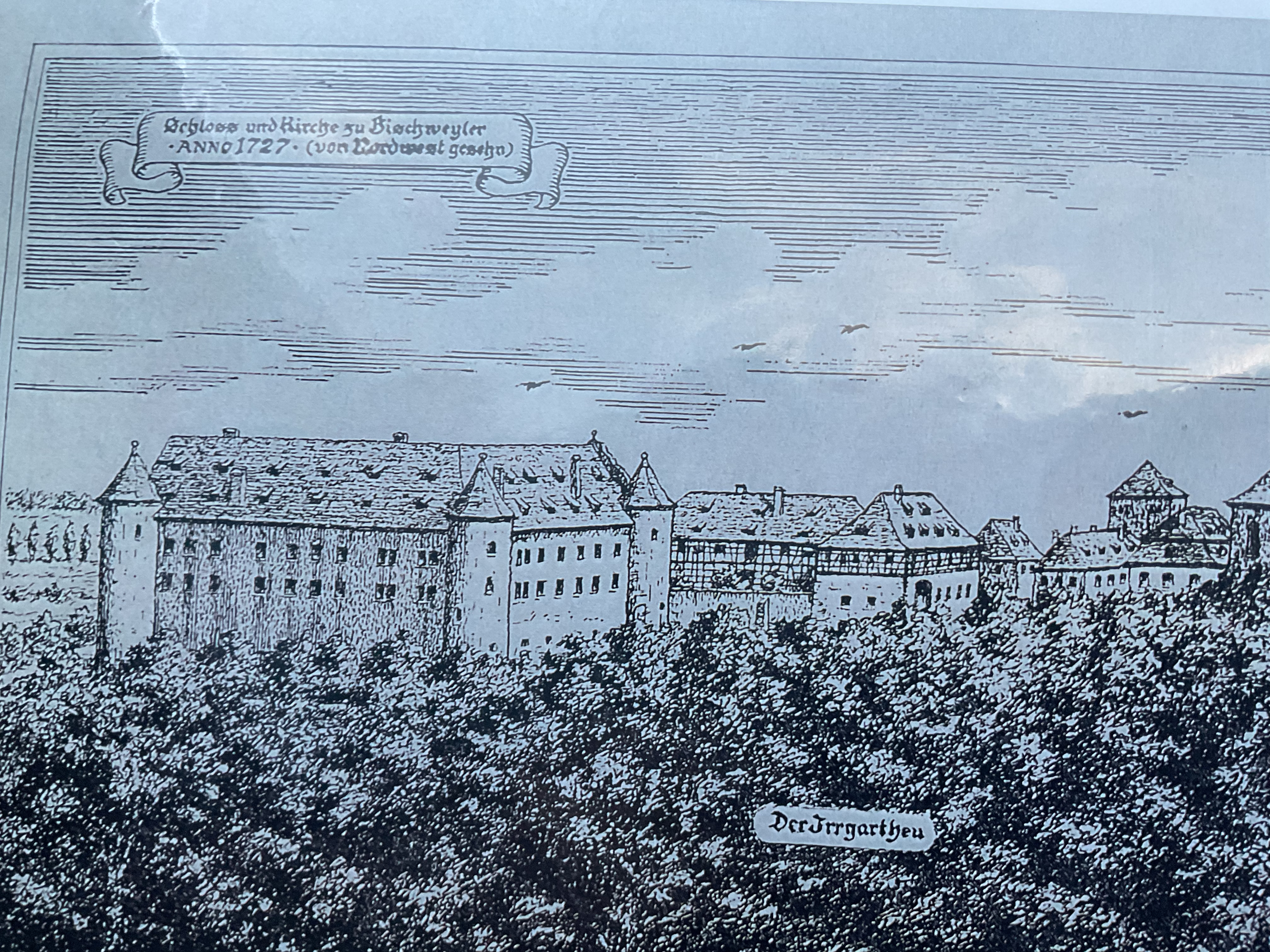
Le Tiefenthal en 1727, vu depuis le Nord-Est, gravure de Baumer
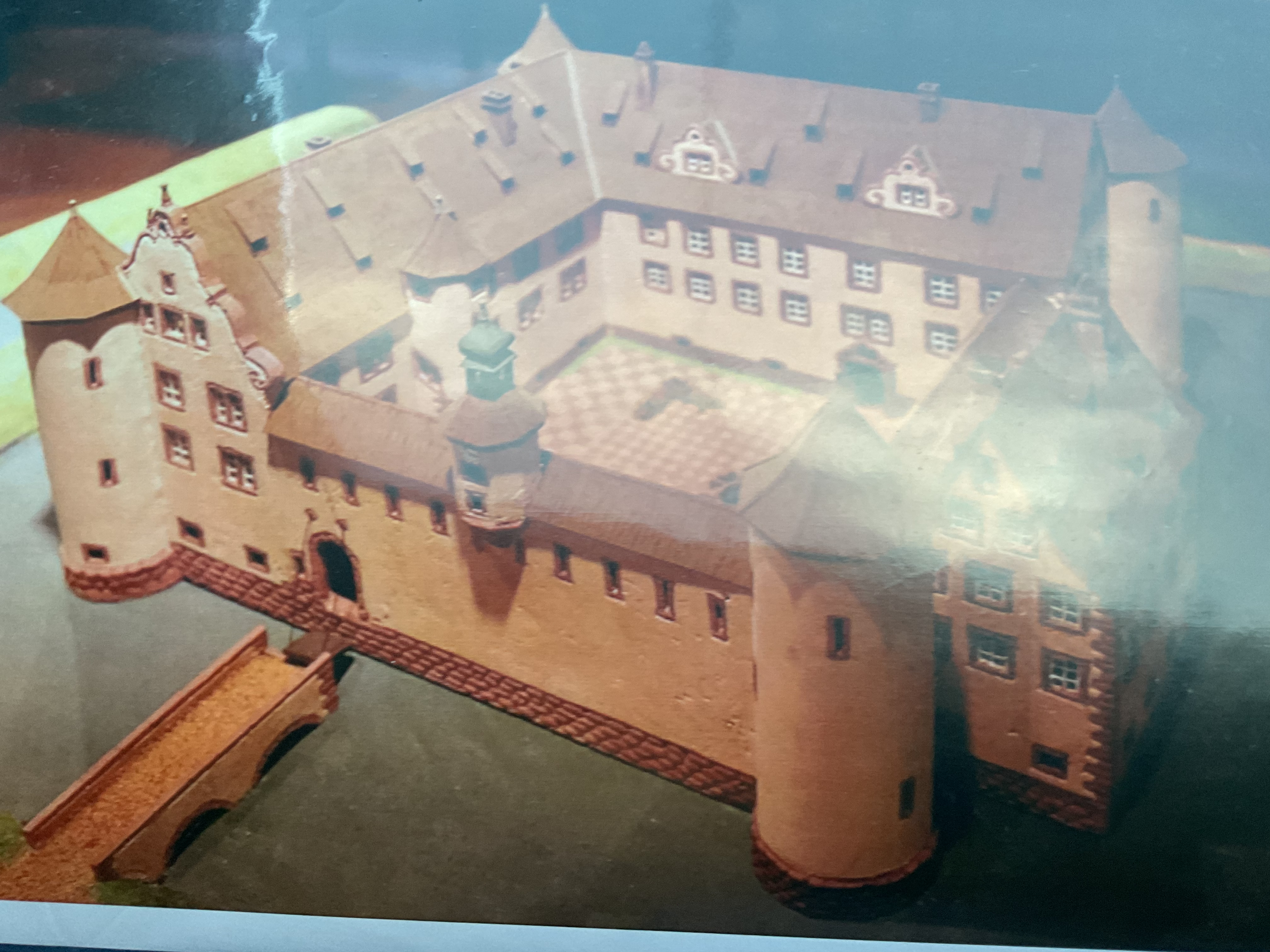
Le Tiefenthal. Maquette de Baumer exposée à la Laub

### Des visites illustres
En 1724 ou 1725, le roi de Pologne Stanislas Leszczynski et sa fille Maria Leszczynska visitèrent  le château où ils avaient trouvés asile. Il apprécièrent beaucoup leur séjour.
Le 15 août, Maria Leszczyska se rendit à Strasbourg où elle épousa le roi de France, Louis XV. Peu avant cette union, le 9 juillet, la famille royale avait renouvelée sa visite au château de Bischwiller.

### La démolition
En avril 1733, le duc Christian III avait quitté la ville. L'année suivante, le château était toujours le siège de la chancellerie ducale et il abritait toujours les archives. En 1764, Christian IV  fit quelques travaux pour prévenir la dégradation des lieux. Les douves n'étant plus utilisées depuis longtemps pour la défense du château, elles furent asséchées. Cependant, comme les fondations étaient sous eau depuis le Moyen Âge, leur assèchement accéléra la dégradation de la forteresse. Les remparts commencèrent à s'effondrer et une des quatre tours d'angle se sépara du reste de l'édifice. Le chancelier, Funk, quitta le château et alla s'installer à Oberhoffen. À partir de 1772, Fontevieux, frère de Marianne Camasse; beau-frère et agent de Christian IV vécut au château. Lui et ses onze enfants vécurent dans l'ancienne forteresse jusqu'en 1790. En 1784, Charles II Auguste mena quelques travaux, mais en vain, car l'argent lui manquait. En 1786, plusieurs bâtiments déjà en ruines furent complètement détruits et les pierres utilisées à la construction de la douane, rue de la Couronne. La population, après la révolution, avait elle aussi perdu tout intérêt pour les splendeurs de son château. Celui-ci tomba à l'abandon et risquait de s'effondrer. Il fut mis aux enchères en 1795 et acheté par le cordonnier Abraham Heusch, pour 80 000 livres, qui le transforma en auberge. Son établissement ne rencontrant guère de succès, il décida de démolir le vieux palais.
Un historien affirme que toutes les maisons de Bischwiller datant du début du XIXe siècle sont construites avec des pierres du château.
Photographies des vestiges du Château:

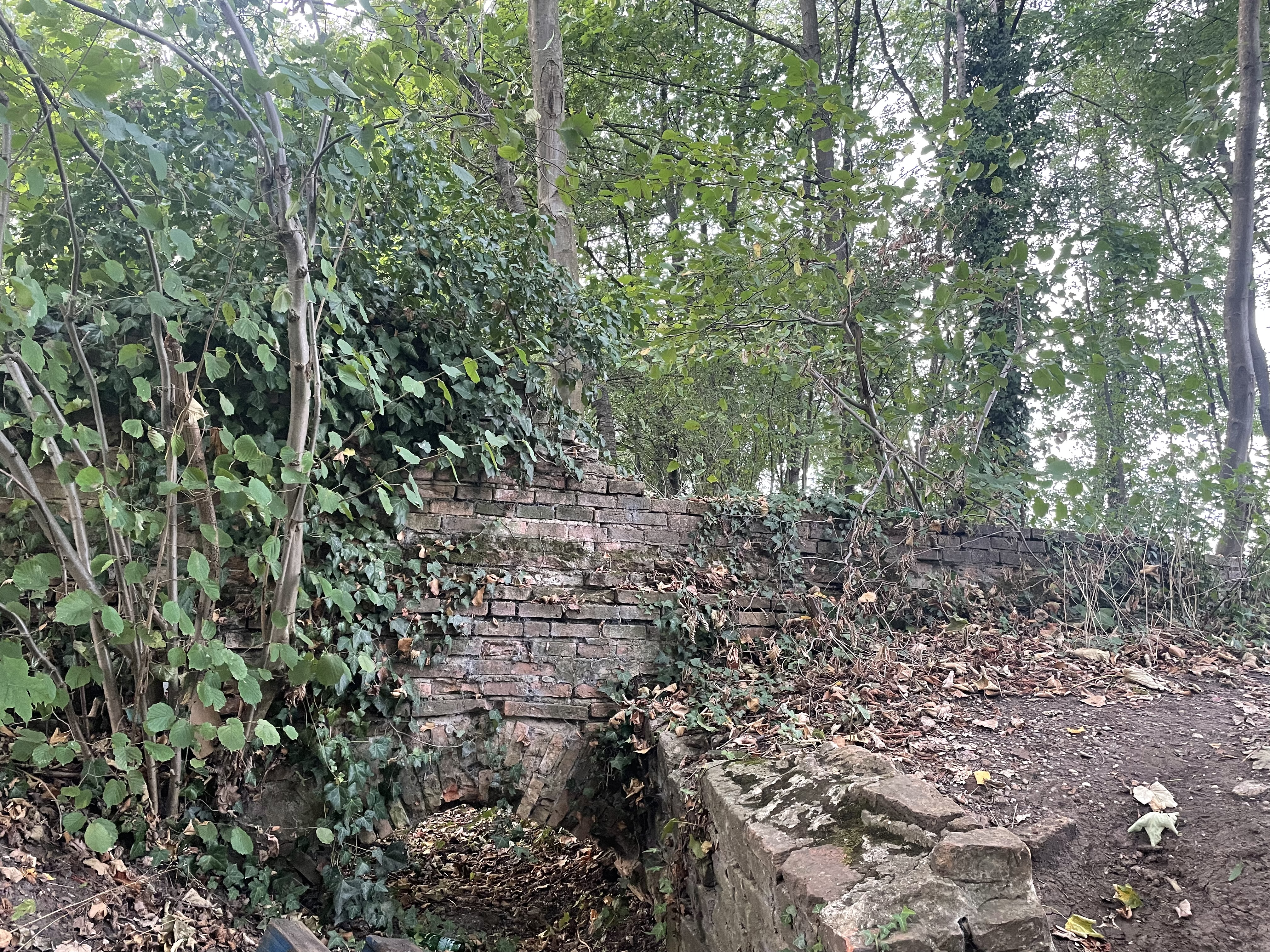
Ancienne écluse du Château servant autrefois à contrôler le niveau d’eau dans les douves
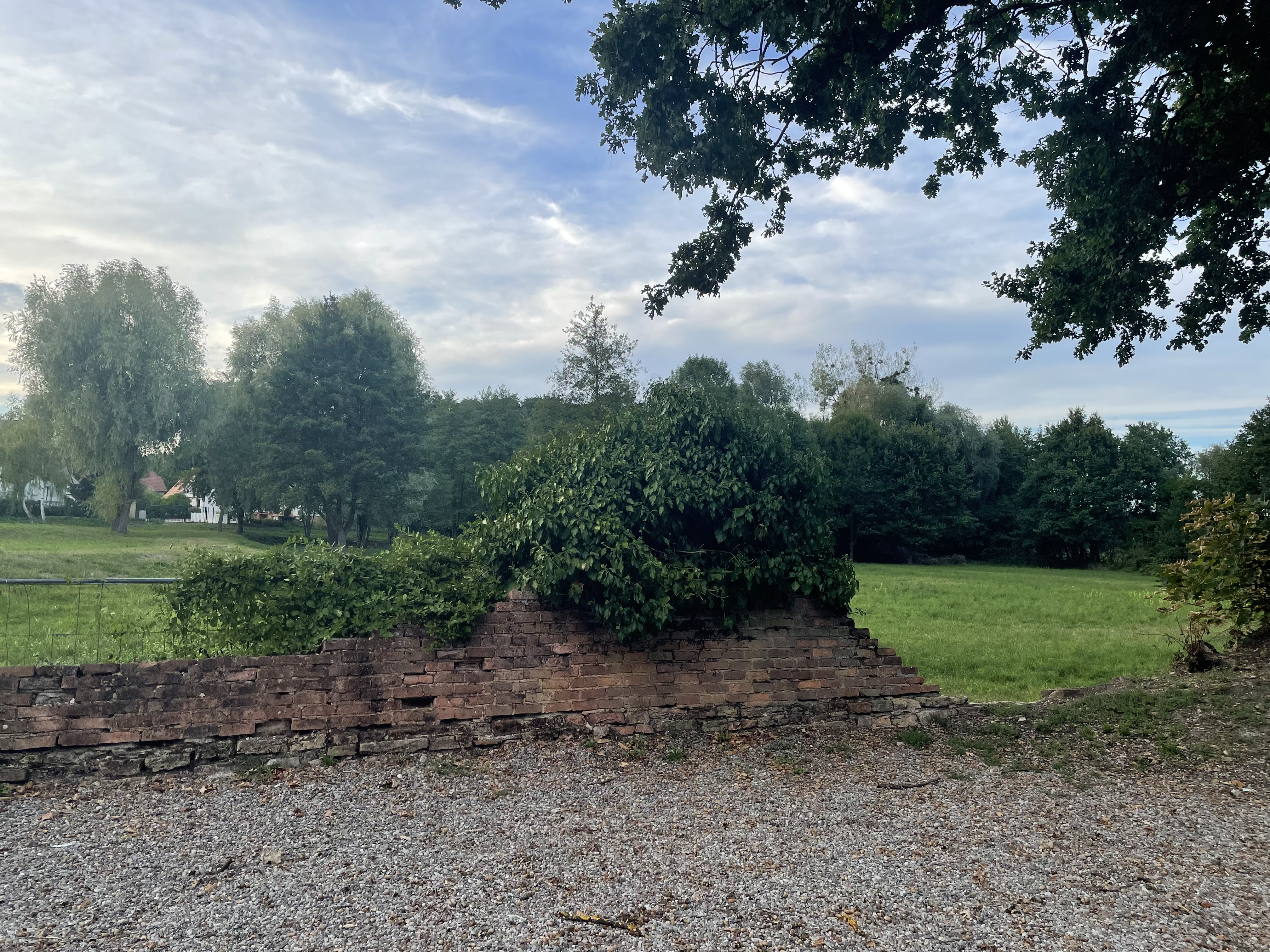
Prairie du Schlossgarten, où s’élevait autrefois le Château. Quelques vestiges, comme ce muret colonisé par la végétation , subsistent de l’ancienne forteresse
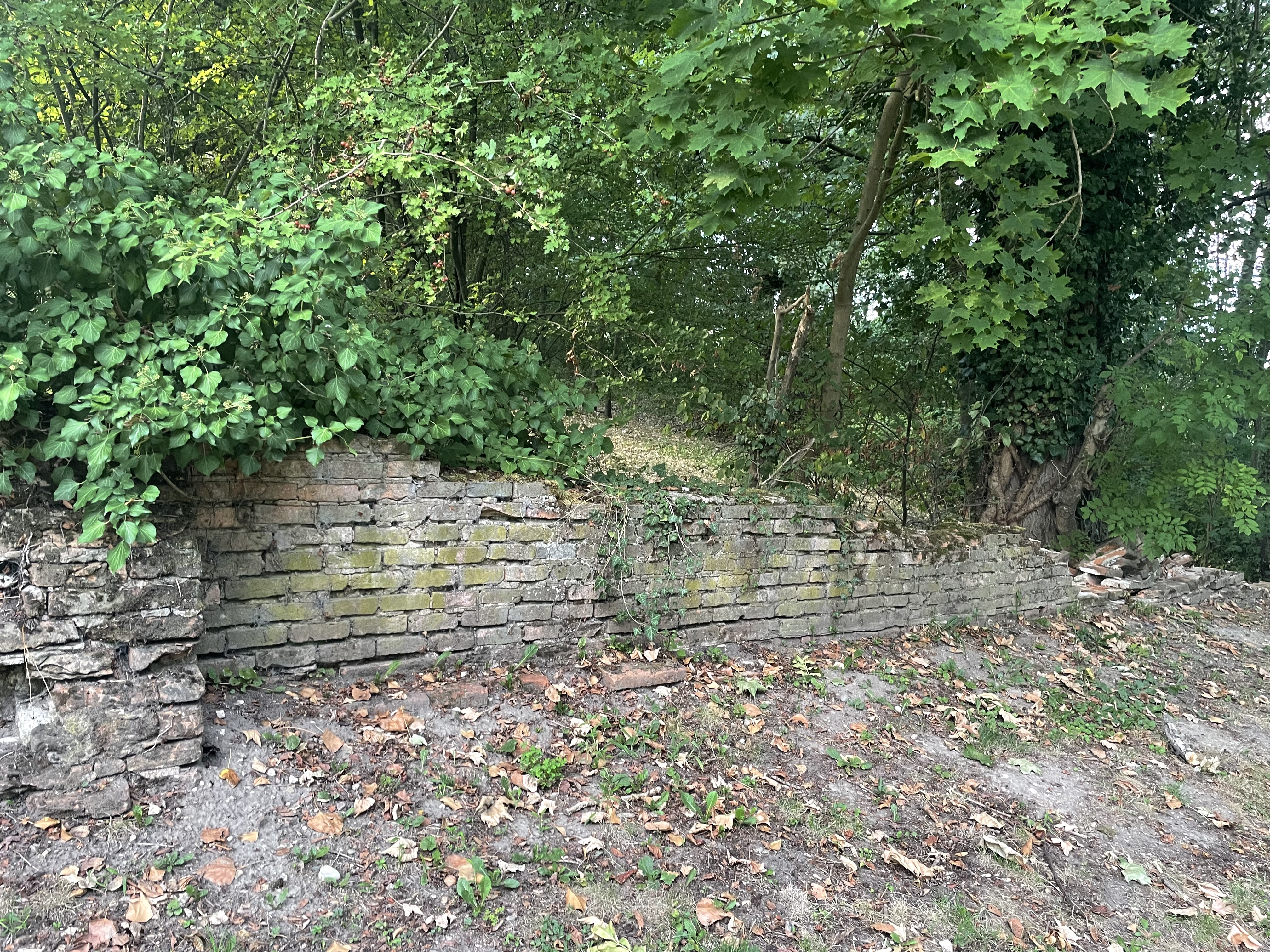
D’autres vestiges du Château, en abord du Schlossgarten